# Marlies Ixmeier
Marlies Ixmeier (* 4. Oktober 1934 in Schneidemühl als Marlies Dölle; † 12. Februar 2025) war eine deutsche Basketballspielerin.

## Leben
Während ihres zwischen 1952 und 1955 am Institut für Körpererziehung der Martin-Luther-Universität Halle-Wittenberg durchgeführten Studiums kam sie mit dem Basketballsport in Berührung und wurde von Leo Hübner entdeckt. Ixmeier spielte von 1955 bis 1963 für den SC Chemie Halle, führte die Hallenserinnen als Spielführerin an und gewann die Basketball-Meisterschaft der Deutschen Demokratischen Republik. 35 Mal wurde sie in die DDR-Damennationalmannschaft berufen, 1958 nahm sie mit der Auswahl an der Europameisterschaft in Polen teil. Ihr wurde die Auszeichnung „Meister des Sports“ zuteil. Später brachte die beruflich als Sportlehrerin und später an der Pädagogischen Fachschule „Helene Lange“ tätige Ixmeier sich als Funktionärin in den Basketballsport der DDR ein, war im Vorstand des Deutschen Basketball Verbandes vertreten und leitete die Frauenkommission, zudem war sie Betreuerin bei der Nationalmannschaft und trainierte Schulmannschaften. Ixmeier spielte bis 2002 selbst Basketball.